# Katarína Garajová
Katarína Garajová (* 21. Juli 1987 in Planá u Mariánských Lázní) ist eine ehemalige slowakische Skilangläuferin.

## Werdegang
Garajová, die für den KBL Jasná startete, trat international erstmals bei den Junioren-Skiweltmeisterschaften 2002 in Schonach im Schwarzwald in Erscheinung. Dort errang sie jeweils den 55. Platz im Sprint und über 5 km Freistil. In den folgenden Jahren belegte sie bei den Junioren-Skiweltmeisterschaften 2003 in Sollefteå den 45. Platz über 5 km klassisch, den 32. Rang im Sprint sowie den 24. Platz im 15-km-Massenstartrennen und bei den Junioren-Skiweltmeisterschaften 2004 in Stryn den 53. Platz im 15-km-Massenstartrennen, jeweils den 35. Rang im Sprint und über 5 km Freistil sowie den fünften Platz mit der Staffel. In der Saison 2004/05 kam sie beim Europäischen Olympischen Winter-Jugendfestival 2005 in Champéry auf den 14. Platz über 7,5 km Freistil, den 12. Rang über 5 km klassisch und den neunten Platz im Sprint. Außerdem gewann sie dort die Bronzemedaille mit der Mixed-Staffel. Ihre besten Ergebnisse bei den Junioren-Skiweltmeisterschaften 2005 in Rovaniemi waren der 26. Platz im Skiathlon und der zehnte Rang mit der Staffel. In der folgenden Saison erreichte sie mit zwei zweiten Plätzen ihre ersten Podestplatzierungen im Slavic-Cup und lief in Oberstdorf ihr erstes Weltcuprennen, welches sie auf dem 32. Platz im Sprint beendete. Dies war zugleich ihre beste Einzelplatzierung im Weltcup. Bei den Junioren-Skiweltmeisterschaften 2006 in Kranj kam sie auf den 37. Platz über 5 km klassisch, auf den 19. Rang im Skiathlon und auf den 16. Platz im Sprint. Beim Saisonhöhepunkt, den Olympischen Winterspielen im Februar 2006 in Turin, errang sie den 53. Platz im Sprint.
Im folgenden Jahr holte Garajová zwei Siege im Slavic-Cup und belegte bei den nordischen Skiweltmeisterschaften in Sapporo den 46. Platz über 10 km Freistil, den 36. Rang im Sprint und den siebten Platz zusammen mit Alena Procházková im Teamsprint. Ihre besten Resultate bei den Junioren-Skiweltmeisterschaften 2007 in Tarvisio waren der 14. Platz mit der Staffel und der sechste Rang im Sprint. Bei den U23-Weltmeisterschaften im Februar 2008 in Mals errang sie den 49. Platz im 15-km-Massenstartrennen und den 27. Platz im Sprint. In der Saison 2008/09 wurde sie Achte in der Gesamtwertung des Slavic-Cups und kam bei den U23-Weltmeisterschaften 2009 auf den 41. Platz über 10 km Freistil auf den 30. Rang im Sprint. Beim Saisonhöhepunkt, den nordischen Skiweltmeisterschaften 2009 in Liberec, errang sie den 56. Platz im Sprint. In der folgenden Saison gewann sie mit zwei ersten Plätzen und einen zweiten Platz die Gesamtwertung des Slavic-Cups. Bei den U23-Weltmeisterschaften 2010 in Hinterzarten lief sie auf den 43. Platz im Skiathlon und auf den 14. Rang im Sprint. In ihrer letzten aktiven Saison 2010/11 belegte sie bei der Winter-Universiade 2011 in Erzurum den 43. Platz über 5 km klassisch sowie den siebten Rang im Sprint und bei den nordischen Skiweltmeisterschaften 2011 in Oslo den 66. Platz im Sprint.

## Teilnahmen an Weltmeisterschaften und Olympischen Winterspielen

### Olympische Winterspiele
- 2006 Turin: 63. Platz Sprint Freistil

### Nordische Skiweltmeisterschaften
- 2007 Sapporo: 7. Platz Teamsprint Freistil, 36. Platz Sprint klassisch, 46. Platz 10 km Freistil
- 2009 Liberec: 56. Platz Sprint Freistil
- 2011 Oslo: 66. Platz Sprint Freistil

## Siege bei Continental-Cup-Rennen
| Nr. | Datum             | Ort           | Disziplin       | Serie      |
| --- | ----------------- | ------------- | --------------- | ---------- |
| 1.  | 30. Dezember 2006 | Zakopane      | Sprint Freistil | Slavic-Cup |
| 2.  | 25. März 2007     | Kremnica      | Sprint Freistil | Slavic-Cup |
| 3.  | 9. Januar 2010    | Štrbské Pleso | Sprint Freistil | Slavic-Cup |
| 4.  | 16. März 2010     | Zakopane      | Sprint Freistil | Slavic-Cup |